# Nissan Bluebird Sylphy
Der Nissan Bluebird Sylphy ist eine seit 2000 hauptsächlich in Japan angebotene viertürige Limousine der unteren Mittelklasse bzw. Mittelklasse des Automobilherstellers Nissan. In Taiwan wird der Bluebird Sylphy von der Yulon Motor Company produziert und weiterhin wie seine Vorgänger unter dem Namen Nissan Bluebird produziert. In Malaysia dagegen wird das Fahrzeug unter dem Namen Nissan Sylphy montiert. Dieser wird auch nach Singapur und weiteren Märkten exportiert.

## Bluebird Sylphy, G10 (2000–2005)
Beim ersten, ausschließlich in Japan angebotenen Bluebird Sylphy handelte es sich um einen Nissan Pulsar der Baureihe N16 mit gehobener Ausstattung und geändertem Kühlergrill; das Schwestermodell Almera wurde außerhalb Deutschlands auch als viertürige Stufenhecklimousine angeboten. Zur Wahl standen quer eingebaute Vierzylindermotoren mit 1,5, 1,8 oder 2 Litern. Das mittlere Modell gab es auch mit Allradantrieb.

## Bluebird Sylphy, G11 (seit 2005)
Auf der Tokyo Motor Show Ende 2005 präsentierte Nissan den Bluebird Sylphy der zweiten Generation, wiederum nur als viertürige Limousine. Die zweite Generation ist eine Klasse höher angesiedelt als das Vormodell und kann als Nachfolger des 2001 eingestellten Nissan Bluebird gelten. Angeboten werden Vierzylindermotoren mit 1,5 oder 2 Litern Hubraum, neu ist die auf Wunsch lieferbare stufenlose Automatik, von Nissan X-CVT genannt. Die zweite Generation wird in vielen Ländern weiterhin parallel zur dritten Generation angeboten.

### Daten
| Nissan Bluebird Sylphy                        | 1.5 (2000)                                                                                              | 1.8 (2000)                                                                                              | 2.0 (2000)                                                                                              |  | 1.5 (2005)                                                                                 | 2.0 (2005)                                                                                 | 1.6 (2005)                                                    |
| --------------------------------------------- | --- | --- | --- |  | ------------------------------------------------------------------------------------------ | ------------------------------------------------------------------------------------------ | ------------------------------------------------------------- |
| Motor:                                        | 4-Zylinder-Reihenmotor (Viertakt), vorne quer                                                           | 4-Zylinder-Reihenmotor (Viertakt), vorne quer                                                           | 4-Zylinder-Reihenmotor (Viertakt), vorne quer                                                           |  | 4-Zylinder-Reihenmotor (Viertakt), vorne quer                                              | 4-Zylinder-Reihenmotor (Viertakt), vorne quer                                              | 4-Zylinder-Reihenmotor (Viertakt), vorne quer                 |
| Hubraum:                                      | 1497 cm³                                                                                                | 1769 cm³                                                                                                | 1998 cm³                                                                                                |  | 1497 cm³                                                                                   | 1997 cm³                                                                                   | 1598 cm³                                                      |
| Motortyp:                                     | QG15DE                                                                                                  | QG18DE                                                                                                  | QR20DD                                                                                                  |  | HR15DE                                                                                     | MR20DE                                                                                     |                                                               |
| Bohrung × Hub:                                | 73,6 × 88 mm                                                                                            | 80 × 88 mm                                                                                              | 89 × 80,3 mm                                                                                            |  | 78 × 78,4 mm                                                                               | 84 × 90,1 mm                                                                               | 90,5 × 80,5 mm                                                |
| Leistung bei 1/min:                           | 77 kW (105 PS) bei 5600                                                                                 | 88 kW (120 PS) bei 5600                                                                                 | 110 kW (150 PS) bei 6000                                                                                |  | 80 kW (109 PS) bei 6000                                                                    | 101 kW (137 PS) bei 5200                                                                   | 75 kW (102 PS) bei 5750                                       |
| Max. Drehmoment bei 1/min:                    | 135 Nm bei 2800                                                                                         | 163 Nm bei 2800                                                                                         | 200 Nm bei 4400                                                                                         |  | 148 Nm bei 4400                                                                            | 200 Nm bei 4400                                                                            | 175 Nm bei 3750                                               |
| Verdichtung:                                  | 9,9:1                                                                                                   | 9,5:1                                                                                                   | 9,9:1                                                                                                   |  | 10,5:1                                                                                     | 10,5:1                                                                                     | 9,8:1                                                         |
| Gemischaufbereitung:                          | Elektronische Einspritzung                                                                              | Elektronische Einspritzung                                                                              | Elektronische Einspritzung                                                                              |  | Elektronische Einspritzung                                                                 | Elektronische Einspritzung                                                                 | Elektronische Einspritzung                                    |
| Ventilsteuerung:                              | DOHC, Zahnriemen, 4 Ventile pro Zylinder                                                                | DOHC, Zahnriemen, 4 Ventile pro Zylinder                                                                | DOHC, Zahnriemen, 4 Ventile pro Zylinder                                                                |  | DOHC, Zahnriemen, 4 Ventile pro Zylinder                                                   | DOHC, Zahnriemen, 4 Ventile pro Zylinder                                                   | DOHC, Zahnriemen, 4 Ventile pro Zylinder                      |
| Kühlung:                                      | Wasserkühlung                                                                                           | Wasserkühlung                                                                                           | Wasserkühlung                                                                                           |  | Wasserkühlung                                                                              | Wasserkühlung                                                                              | Wasserkühlung                                                 |
| Getriebe:                                     | 5-Gang-Getriebe a.W. Viergangautomatik, 2.0 auch CVT-Automatik Frontantrieb, 1.8 a.W. mit Allradantrieb | 5-Gang-Getriebe a.W. Viergangautomatik, 2.0 auch CVT-Automatik Frontantrieb, 1.8 a.W. mit Allradantrieb | 5-Gang-Getriebe a.W. Viergangautomatik, 2.0 auch CVT-Automatik Frontantrieb, 1.8 a.W. mit Allradantrieb |  | 5-Gang-Getriebe a.W. Viergangautomatik oder CVT-Automatik Frontantrieb, a.W. Allradantrieb | 5-Gang-Getriebe a.W. Viergangautomatik oder CVT-Automatik Frontantrieb, a.W. Allradantrieb | 5-Gang-Schaltgetriebe [5-Gang-Automatikgetriebe] Frontantrieb |
| Radaufhängung vorn:                           | Dreieckquerlenker, Federbeine Schraubenfedern                                                           | Dreieckquerlenker, Federbeine Schraubenfedern                                                           | Dreieckquerlenker, Federbeine Schraubenfedern                                                           |  | Dreieckquerlenker, Federbeine Schraubenfedern                                              | Dreieckquerlenker, Federbeine Schraubenfedern                                              | Dreieckquerlenker, Federbeine Schraubenfedern                 |
| Radaufhängung hinten:                         | Torsionskurbelachse, Längslenker, Panhardstab, Schraubenfedern                                          | Torsionskurbelachse, Längslenker, Panhardstab, Schraubenfedern                                          | Torsionskurbelachse, Längslenker, Panhardstab, Schraubenfedern                                          |  | Mehrlenkerachse, Schraubenfedern                                                           | Mehrlenkerachse, Schraubenfedern                                                           | Mehrlenkerachse, Schraubenfedern                              |
| Bremsen:                                      | Scheibenbremsen rundum, Bremskraftverstärker                                                            | Scheibenbremsen rundum, Bremskraftverstärker                                                            | Scheibenbremsen rundum, Bremskraftverstärker                                                            |  | Scheibenbremsen rundum, Bremskraftverstärker                                               | Scheibenbremsen rundum, Bremskraftverstärker                                               | Scheibenbremsen rundum, Bremskraftverstärker                  |
| Lenkung:                                      | Zahnstangenlenkung, servounterstützt                                                                    | Zahnstangenlenkung, servounterstützt                                                                    | Zahnstangenlenkung, servounterstützt                                                                    |  | Zahnstangenlenkung, servounterstützt                                                       | Zahnstangenlenkung, servounterstützt                                                       | Zahnstangenlenkung, servounterstützt                          |
| Karosserie:                                   | Stahlblech, selbsttragend                                                                               | Stahlblech, selbsttragend                                                                               | Stahlblech, selbsttragend                                                                               |  | Stahlblech, selbsttragend                                                                  | Stahlblech, selbsttragend                                                                  | Stahlblech, selbsttragend                                     |
| Spurweite vorn/hinten:                        | 1480/1460 mm                                                                                            | 1480/1460 mm                                                                                            | 1480/1460 mm                                                                                            |  | 1480/1485 mm                                                                               | 1480/1485 mm                                                                               | 1480/1485 mm                                                  |
| Radstand:                                     | 2535 mm                                                                                                 | 2535 mm                                                                                                 | 2535 mm                                                                                                 |  | 2700 mm                                                                                    | 2700 mm                                                                                    | 2700 mm                                                       |
| Abmessungen:                                  | 4470 × 1695 × 1445 mm                                                                                   | 4470 × 1695 × 1445 mm                                                                                   | 4470 × 1695 × 1445 mm                                                                                   |  | 4610 × 1695 × 1510 mm                                                                      | 4610 × 1695 × 1510 mm                                                                      | 4656 × 1695 × 1522 mm                                         |
| Leergewicht:                                  | 1130–1270 kg                                                                                            | 1130–1270 kg                                                                                            | 1130–1270 kg                                                                                            |  | 1160–1250 kg                                                                               | 1160–1250 kg                                                                               | 1177–1229 kg                                                  |
| Höchstgeschwindigkeit:                        | ca. 170–180 km/h                                                                                        | ca. 170–180 km/h                                                                                        | ca. 170–180 km/h                                                                                        |  | ca. 180–190 km/h                                                                           | ca. 180–190 km/h                                                                           | 185 km/h [175 km/h]                                           |
| Beschleunigung, 0–100 km/h:                   | nicht angegeben                                                                                         | nicht angegeben                                                                                         | nicht angegeben                                                                                         |  | nicht angegeben                                                                            | nicht angegeben                                                                            | 10,9 s [12,7 s]                                               |
| Verbrauch (Liter/100 Kilometer, jap. Zyklus): | 6,3–8,2 S                                                                                               | 6,3–8,2 S                                                                                               | 6,1 S                                                                                                   |  | 6,0 S                                                                                      | 6,3 S                                                                                      | 7,2 S [8,5 S]                                                 |
| Preis :                                       | | | |  | ¥ 1,785–2,373 Mio. (02/08) entspricht € 11.600–15.400                                      | ¥ 1,785–2,373 Mio. (02/08) entspricht € 11.600–15.400                                      |                                                               |

## Sylphy, B17 (seit 2012)

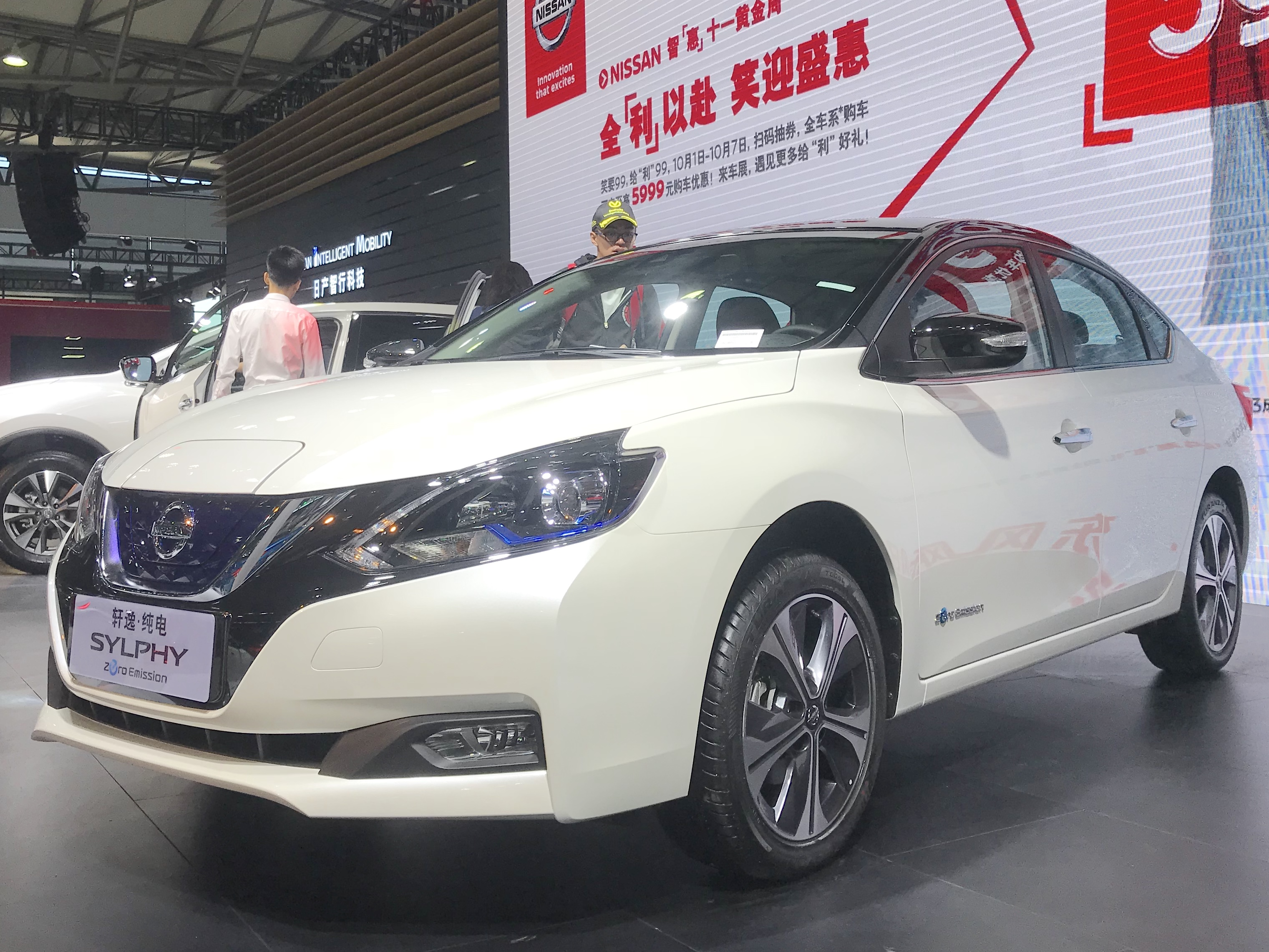
Nissan Sylphy ZE (2018–2022)

Die dritte Generation des Sylphy wurde auf der Beijing Auto Show 2012 der Öffentlichkeit präsentiert. Die Limousine wird auch als Nissan Pulsar und als Nissan Sentra verkauft.
Auf den japanischen Markt kam der Sylphy am 5. Dezember 2012, produziert wird er in Yokosuka.
Für den russischen Markt wird der Sentra in Ischewsk gebaut. Dort wurde das Fahrzeug 2014 eingeführt.
Auf der LA Auto Show 2016 präsentierte Nissan den Sentra als 140 kW (190 PS) starke Nismo-Version. In den Vereinigten Staaten kam diese Variante im Frühjahr 2017 auf den Markt.
Auf der Beijing Auto Show im April 2018 präsentierte Nissan mit dem Sylphy ZE eine elektrisch angetriebene Version des Fahrzeugs. Die Serienversion wird seit August 2018 gebaut. Der Antrieb stammt dabei aus der ersten Generation des Nissan Leaf. Außerhalb Chinas soll die Elektroversion nicht verkauft werden.

### Technische Daten
|                                             | Sentra 1.6             | Sentra 2.0             | Sylphy 1.6            | Sylphy 1.6 DIG-T       | Sylphy 1.8            | Sylphy ZE                   |
| ------------------------------------------- | ---------------------- | ---------------------- | --------------------- | ---------------------- | --------------------- | --------------------------- |
| Markt                                       | Russland               | Brasilien              | Singapur              | Singapur               | Singapur              | China                       |
| Bauzeitraum                                 | 2014–2017              | 2014–2021              | seit 2014             | 2014–2019              | 2014–2019             | 2018–2022                   |
| Motorkenndaten                              |                        |                        |                       |                        |                       |                             |
| Motortyp                                    | R4-Ottomotor           | R4-Ottomotor           | R4-Ottomotor          | R4-Ottomotor           | R4-Ottomotor          | Elektromotor                |
| Hubraum                                     | 1598 cm³               | 1997 cm³               | 1598 cm³              | 1618 cm³               | 1798 cm³              | —                           |
| max. Leistung bei min−1                     | 86 kW (117 PS) / 6000  | 103 kW (140 PS) / 5100 | 85 kW (116 PS) / 5600 | 140 kW (190 PS) / 5600 | 96 kW (131 PS) / 6000 | 80 kW (109 PS) / 3008–10000 |
| max. Drehmoment bei min−1                   | 158 Nm / 4000          | 196 Nm / 4800          | 154 Nm / 4000         | 240 Nm / 2400–5200     | 174 Nm / 3600         | 254 Nm / 0–3008             |
| Kraftübertragung                            |                        |                        |                       |                        |                       |                             |
| Antrieb                                     | Vorderradantrieb       | Vorderradantrieb       | Vorderradantrieb      | Vorderradantrieb       | Vorderradantrieb      | Vorderradantrieb            |
| Getriebe, serienmäßig                       | 5-Gang-Schaltgetriebe  | 6-Gang-Schaltgetriebe  | Stufenloses Getriebe  | Stufenloses Getriebe   | Stufenloses Getriebe  | Festübersetzung             |
| Getriebe, optional                          | (Stufenloses Getriebe) | (Stufenloses Getriebe) | —                     | —                      | —                     | —                           |
| Antriebsbatterie                            |                        |                        |                       |                        |                       |                             |
| Energieinhalt                               | —                      | —                      | —                     | —                      | —                     | 38 kWh                      |
| Messwerte                                   |                        |                        |                       |                        |                       |                             |
| Höchstgeschwindigkeit                       | 192 km/h (184 km/h)    | k. A.                  | 180 km/h              | 205 km/h               | 186 km/h              | 144 km/h                    |
| Beschleunigung, 0–100 km/h                  | 10,6 s (11,3 s)        | k. A.                  | 11,7 s                | 8,4 s                  | 11,4 s                | 11,2 s                      |
| Kraftstoffverbrauch auf 100 km (kombiniert) | 6,4 l Super            | k. A.                  | 6,2 l Super           | 7,8 l Super            | 6,7 l Super           | —                           |
| CO2-Emissionen (kombiniert)                 | 149 g/km               | 120 g/km               | 149 g/km              | 187 g/km               | 160 g/km              | —                           |
| Tankinhalt                                  | 52 l                   | 50 l                   | 52 l                  | 52 l                   | 52 l                  | –                           |

## Sylphy, B18 (seit 2019)
Auf der Shanghai Auto Show im April 2019 präsentierte Nissan eine neue Generation der Baureihe. In China wird die Limousine seit Juli 2019 als Nissan Sylphy verkauft. Im November 2019 wurde auf der LA Auto Show die Version für den nordamerikanischen Markt vorgestellt. Sie wird wieder als Nissan Sentra angeboten. Eine überarbeitete Variante des chinesischen Modells wurde im März 2023 und des nordamerikanischen Modells im Juni 2023 präsentiert.

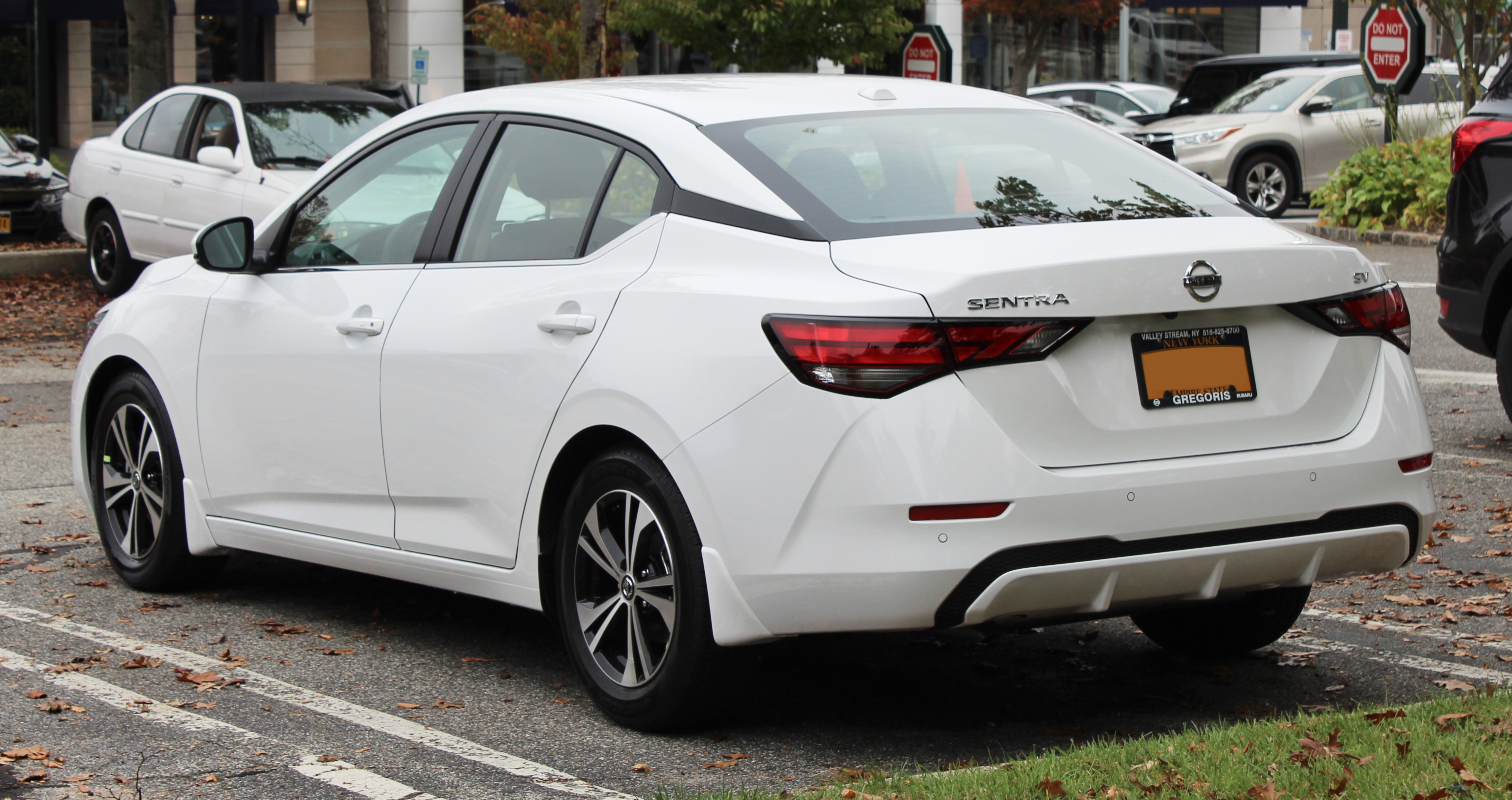
Heckansicht
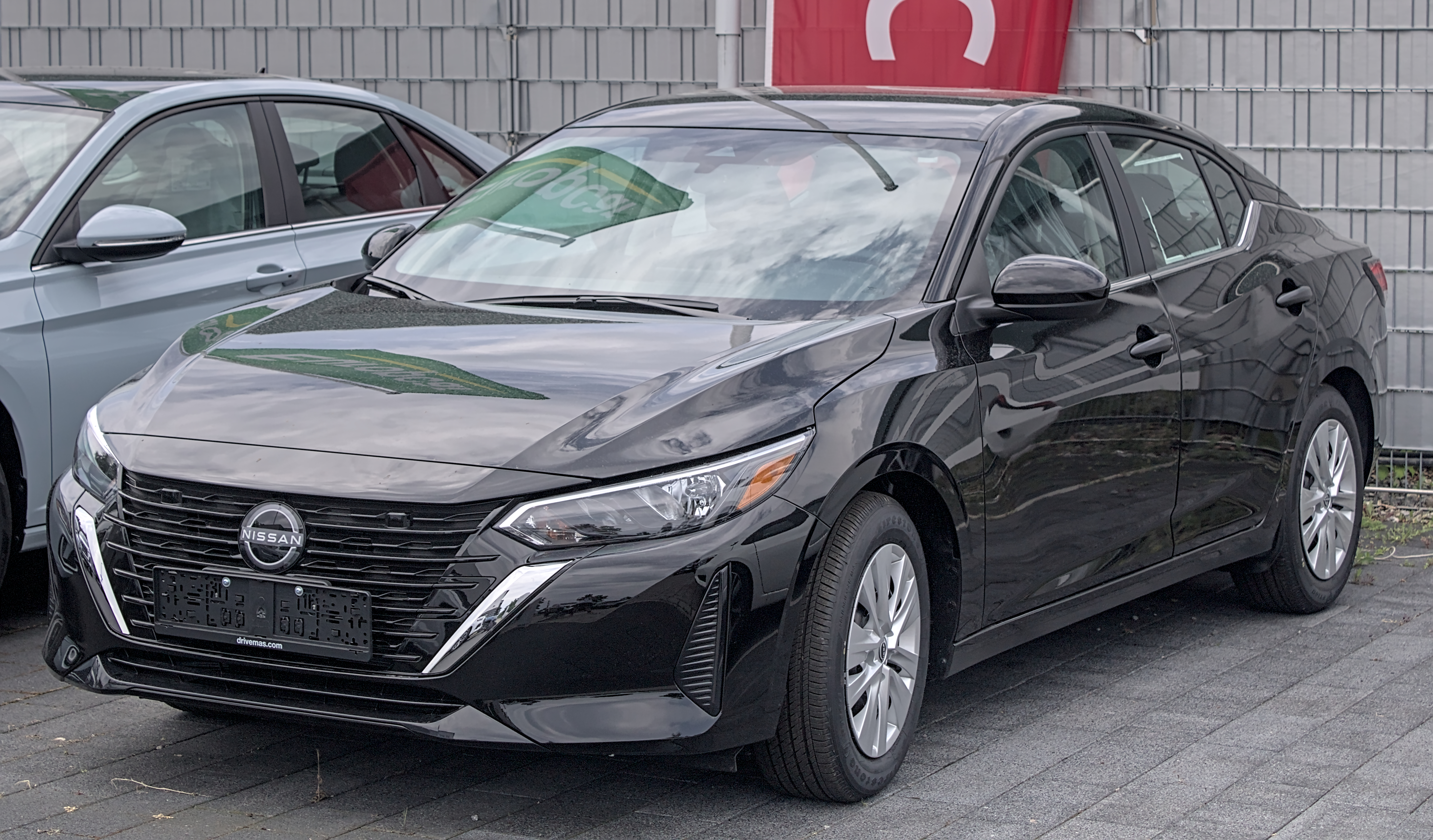
Nissan Sentra (seit 2023)
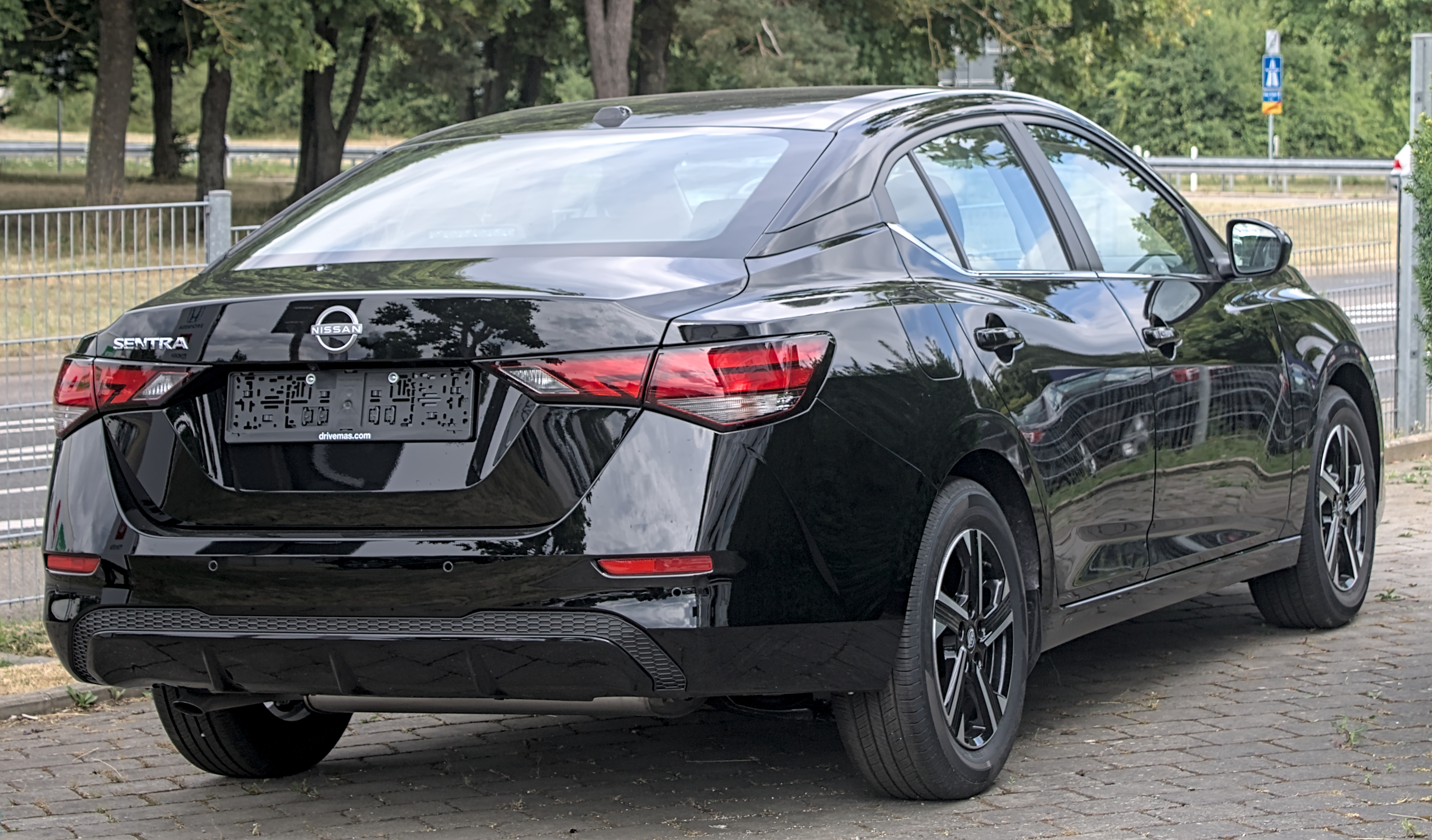
Heckansicht
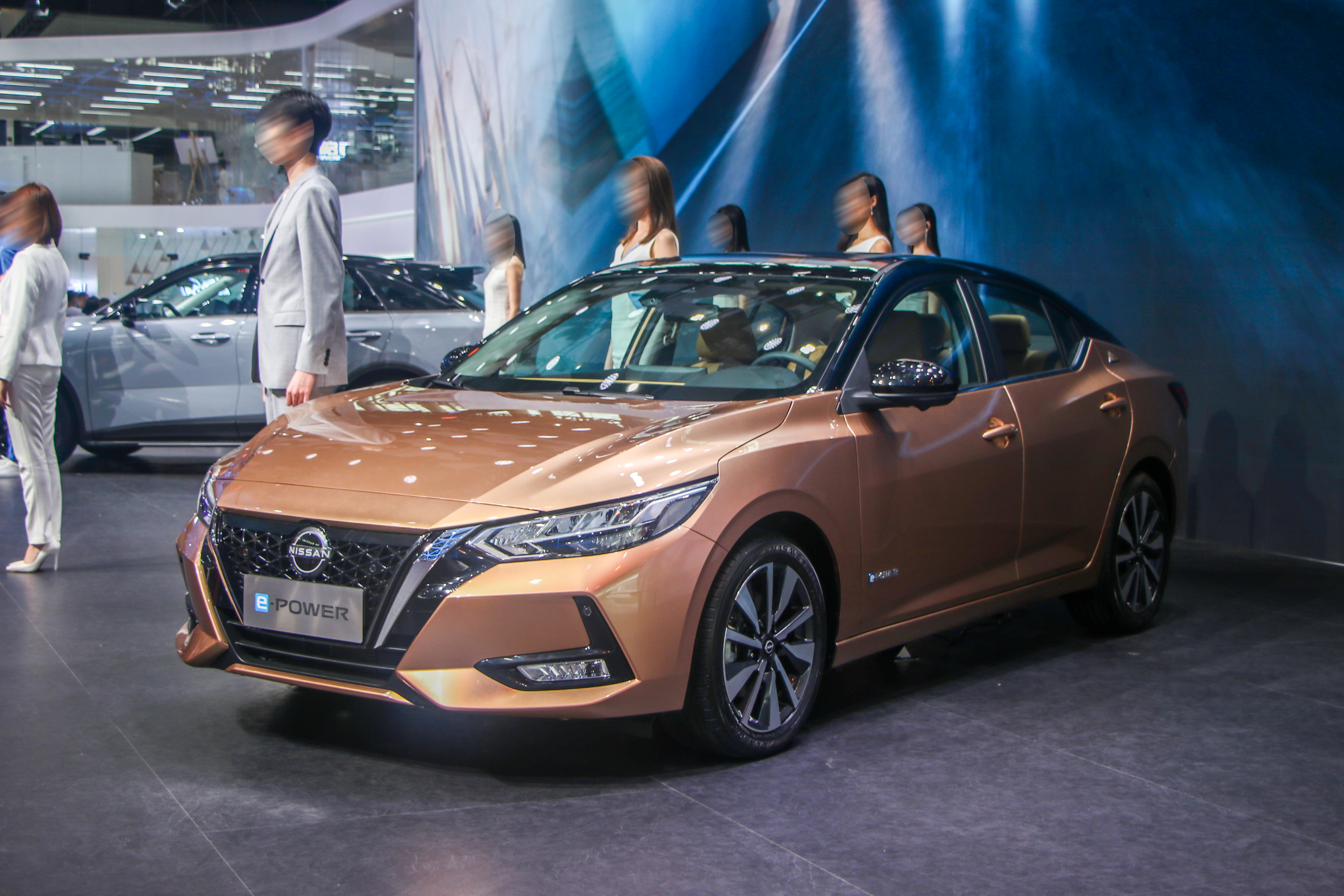
Nissan Sylphy E-Power (2021–2023)
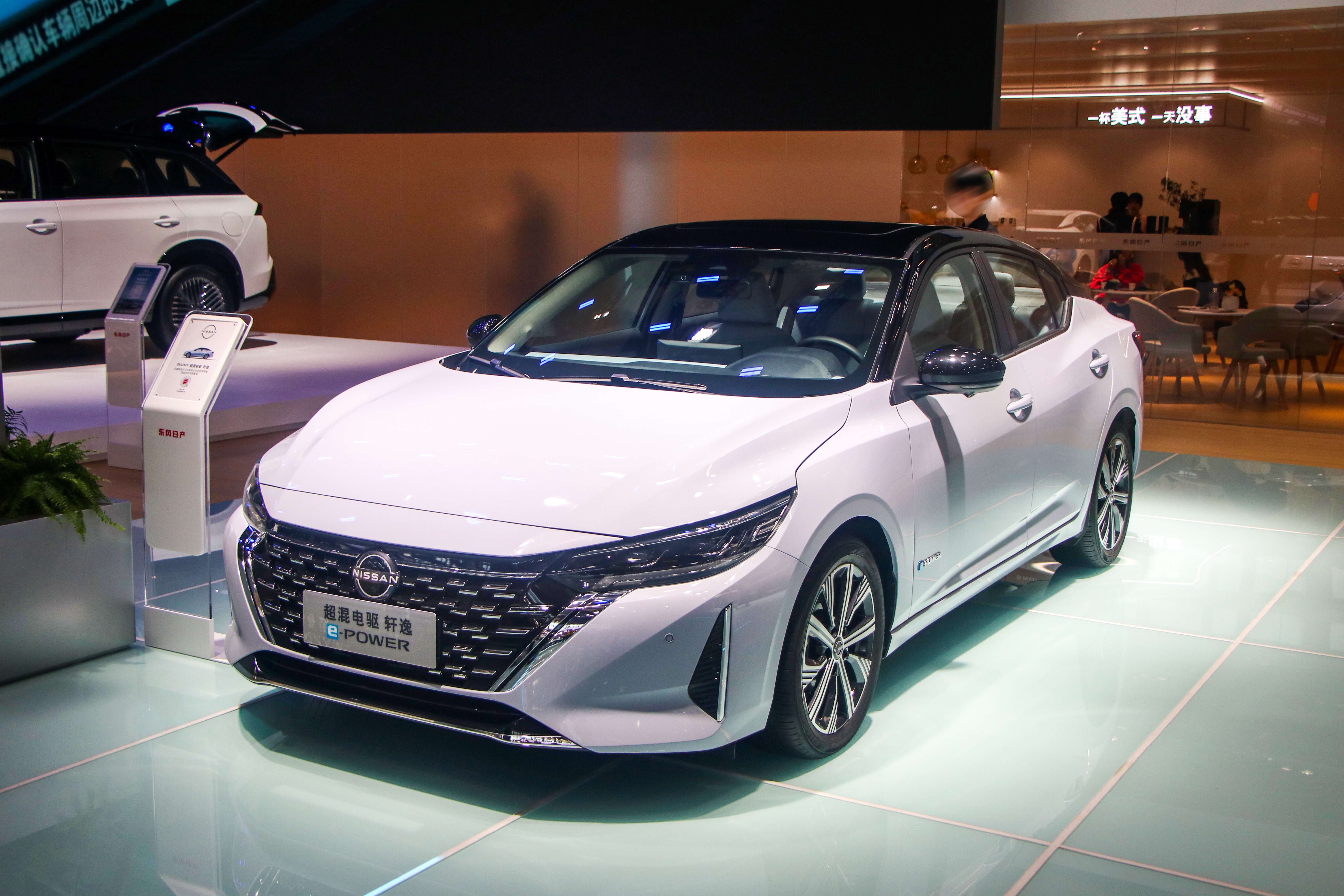
Nissan Sylphy E-Power (seit 2023)

### Technische Daten
Angetrieben wird die neue Generation des Sylphy von einem 1,6-Liter-Ottomotor. Als Getriebe kommen eine 5-Gang-Schaltgetriebe oder ein stufenloses Getriebe zum Einsatz. Der Sentra hat einen 2,0-Liter-Ottomotor mit stufenlosem Getriebe.
Als Version mit einem Hybridantrieb wurde der Sylphy im September 2021 vorgestellt. Dabei dient ein 1,2-Liter-Ottomotor mit 53 kW (72 PS) nur als Generator, der die Energie für einen 100 kW (136 PS) starken Elektromotor erzeugt.
|                                             | Sylphy 1.6           | Sylphy 1.6                  | Sylphy E-Power              | Sentra 2.0            |
| ------------------------------------------- | -------------------- | --------------------------- | --------------------------- | --------------------- |
| Markt                                       | China                | China                       | China                       | Nordamerika           |
| Bauzeitraum                                 | seit 08/2020         | 07/2019–08/2020             | seit 11/2021                | seit 12/2019          |
| Motorkenndaten                              |                      |                             |                             |                       |
| Motortyp                                    | R4-Ottomotor         | R4-Ottomotor                | R3-Ottomotor + Elektromotor | R4-Ottomotor          |
| Hubraum                                     | 1598 cm³             | 1598 cm³                    | 1198 cm³                    | 1997 cm³              |
| Verdichtungsverhältnis                      | 10,8 : 1             | 10,8 : 1                    |                             | 10,6 : 1              |
| max. Leistung Verbrennungsmotor bei min−1   | 99 kW (135 PS) /6300 | 102 kW (139 PS) /6300       | 53 kW (72 PS)               | 111 kW (151 PS) /6400 |
| max. Leistung Elektromotor bei min−1        | —                    | —                           | 100 kW (136 PS)             | —                     |
| max. Drehmoment Verbrennungsmotor bei min−1 | 159 Nm / 4000        | 169 Nm / 4000               |                             | 197 Nm / 4400         |
| max. Drehmoment Elektromotor bei min−1      | —                    | —                           | 300 Nm                      | —                     |
| Kraftübertragung                            |                      |                             |                             |                       |
| Antrieb                                     | Vorderradantrieb     | Vorderradantrieb            | Vorderradantrieb            | Vorderradantrieb      |
| Getriebe, serienmäßig                       | Stufenloses Getriebe | 5-Gang-Schaltgetriebe       | Stufenloses Getriebe        | Stufenloses Getriebe  |
| Getriebe, optional                          | —                    | (Stufenloses Getriebe)      | —                           | —                     |
| Messwerte                                   |                      |                             |                             |                       |
| Höchstgeschwindigkeit                       | 186 km/h             | 198 km/h (190 km/h)         | 165 km/h                    |                       |
| Beschleunigung, 0–100 km/h                  | 12,0 s               | 11,5 s (11,9 s)             |                             | 8,8 s                 |
| Kraftstoffverbrauch auf 100 km (kombiniert) | 4,9–5,3 l Super      | 5,7 l Super (5,3 l Super)   | 3,9 l Super                 | 7,1–7,4 l Super       |
| Leergewicht                                 | 1243–1288 kg         | 1212–1229 kg (1238–1278 kg) | 1449–1493 kg                | 1377–1399 kg          |
| Tankinhalt                                  | 47 l                 | 47 l                        | 41 l                        | 47 l                  |